# مأموریت: غیرممکن ۲
مأموریت غیرممکن ۲ (به انگلیسی: Mission: Impossible II) یک فیلم اکشن جاسوسی آمریکایی محصول سال ۲۰۰۰ به کارگردانی جان وو تهیه‌کنندگی و بازی تام کروز است. این دنباله مأموریت: غیرممکن (۱۹۹۶) و دومین قسمت از مجموعه فیلم‌های مأموریت غیرممکن می‌باشد. در این فیلم همچنین دوگری اسکات، تندی نیوتون، ریچارد راکسبرا و وینگ ریمز ایفای نقش کرده‌اند. در این فیلم، ایتن هانت (کروز) با دزد حرفه‌ای نیا نورداف هال (نیوتن) همکاری می‌کند تا یک بیماری اصلاح‌شده ژنتیکی را که توسط مأمور سرکش نیروی مأموریت غیرممکن شان امبروز (اسکات) که متعلق به نورداف هال است، پیدا کنند، اما نابود نکنند.
فیلم مأموریت غیرممکن ۲ در ۲۴ می ۲۰۰۰ توسط پارامونت پیکچرز در ایالات متحده اکران شد و ۵۴۶ میلیون دلار در سرتاسر جهان فروخت و پرفروش‌ترین فیلم آن سال شد. واکنش اولیه منتقدان متفاوت بود، با تمجید از سکانس‌های اکشن و کارگردانی جان وو، اما انتقاد برای شخصیت پردازی. دنباله‌ای به نام مأموریت: غیرممکن ۳ در سال ۲۰۰۶ منتشر شد.

## خلاصه داستان
دکتر ولادمیر نیکو ویچ ویروس ناشناخته و جدیدی را ساخته و برای آن یک پادزهر هم درست کرده او می‌خواهد این ویروس به همراه درمانش را به ایتن هانت (تام کروز) برساند اما در هواپیما و در هنگام تحویل یک تبهکار به نام شان آبرامز که با پوشیدن ماسک خودرا به شکل اتان هانت درآورده است و ویروس به چنگ شون آبرامز (دوگری اسکات) می‌افتد حالا ایتن هانت (تام کروز) مأمور می‌شود تا این ویروس را تا پیش از آلوده شدن مردم از چنگ ربایندگان درآورد و…

## مشروح داستان
در شهر سیدنی، دکتر ولادیمیر نخوروویچ، دانشمند زیست‌ژنتیک، پیامی برای سازمان آی‌ام‌اف و به‌ویژه برای دیمیتری (نام مستعار ایتن هانت)، دوست قدیمی‌اش می‌فرستد و هشدار می‌دهد که کارفرمایش، شرکت دارویی بایوسایت، او را مجبور کرده تا یک سلاح زیستی به نام ویروس کایمرا را توسعه دهد تا از فروش درمان آن به نام بلروفون سود ببرد. نخوروویچ ویروس را به خود تزریق می‌کند و بلفروفون را در یک کیف حمل می‌کند. اما در مسیر پرواز به آتلانتا، شان امبروز، مأمور آی‌ام‌اف که خود را به‌جای دیمیتری جا زده، به سازمان خیانت کرده، با استفاده از گاز خواب‌آور همه را بی‌هوش می‌کند، بلفگروفون را می‌دزدد و پیش از سقوط هواپیما در کوه‌های راکی، با چتر نجات فرار می‌کند.
در سِویا، مدیر آی‌ام‌اف، سوانبک، ایتن را از اقدامات امبروز مطلع می‌کند و مأموریت می‌دهد که ویروس کیمرا و درمان آن را بازیابی کند. او همچنین از ایتن می‌خواهد تا نایا نوردوف-هال، دزد حرفه‌ای و دوست‌دختر سابق امبروز را جذب کند. با وجود تردید اولیه، ایتن موفق می‌شود نایا را قانع کند تا با استفاده از یک دستگاه ردیاب تزریقی، امبروز را در سیدنی ردیابی کند. ایتن گروهش را تشکیل می‌دهد: دوست قدیمی و هکر رایانه‌ای لوتِر استیکل و خلبان بالگرد، بیلی برد. در این میان، نایا وانمود می‌کند که رابطه‌اش را با امبروز از سر گرفته تا به او نزدیک شود.
امبروز با استفاده از ویدئویی از آلودگی یکی از همکاران نخوروویچ به ویروس کایمرا، مدیرعامل بایوسایت، جان مک‌کلوی را تهدید به همکاری می‌کند. نایا این ویدیو را روی یک کارت حافظه به ایتن می‌رساند و مشخص می‌شود کیمرا دوره نهفتگی ۲۰ ساعته دارد و بلروفون تنها در این بازه مؤثر است. تیم ایتن مک‌کلوی را می‌رباید و درمی‌یابد که تنها نمونه‌های بلفروفون در اختیار امبروز است، اما او ویروس را ندارد، چون نخوروویچ آن را به خودش تزریق کرده بود. ایتن وارد دفتر مرکزی بایوسایت می‌شود و دو نمونه از ویروس را نابود می‌کند، اما گروه امبروز که از خیانت نایا باخبر شده‌اند، او را در کمین می‌گیرند. در بن‌بست ایجادشده، امبروز از نایا می‌خواهد آخرین نمونه ویروس را بیاورد، اما او آن را به خود تزریق می‌کند و از ایتن می‌خواهد برای جلوگیری از شیوع ویروس، او را بکشد. ایتن امتناع می‌کند و با قول یافتن درمان، از آن‌جا فرار می‌کند.
امبروز نایا را آزاد می‌گذارد تا در خیابان‌های سیدنی پرسه بزند، به امید آن‌که همه‌گیری آغاز شود. در انبار بایوسایت در جزیره بیر، امبروز پیشنهاد می‌دهد که در ازای دریافت سهام کافی برای تبدیل‌شدن به سهام‌دار عمده بایوسایت، بلفروفون را به مک‌کلوی بفروشد تا خود و مک‌کلوی میلیاردها دلار سود ببرند. ایتن وارد پایگاه می‌شود و با دستیار امبروز، هیو استمپ، درگیر می‌شود. استمپ، ظاهراً ایتن را دستگیر کرده و نزد امبروز می‌آورد و امبروز به او شلیک می‌کند. اما امبروز با دیدن باند دور انگشت استمپ (که قبلاً با قیچی سیگارزنی برای زیر سؤال بردن اعتمادش به نایا زخمی‌اش کرده بود) پی می‌برد که قربانی واقعی استمپ است که نقاب زده و دهانش بسته شده بود. درواقع، ایتن حقیقی بلفروفون را دزدیده است.
امبروز و افرادش با خشم به‌دنبال ایتن تا سرزمین اصلی می‌دوند، اما ایتن آن‌ها را می‌کشد. در همین حال، لوتِر و بیلی، نایا را که تا لبه صخره‌ای برای خودکشی رفته، پیدا می‌کنند. ایتن در نبردی تن‌به‌تن روی ساحل، امبروز را می‌کشد و بلفروفون را به لوتِر می‌دهد تا به نایا تزریق کند. پس از آن، آی‌ام‌اف سوابق کیفری نایا را پاک می‌کند و ایتن تعطیلاتی را با او در سیدنی آغاز می‌کند.

## بازیگران
- تام کروز در نقش اتان هانت
- دوگری اسکات در نقش شان آبرامز
- تندی نیوتون در نقش نیا نوردوف
- وینگ ریمز در نقش لاتر استیکل
- ریچارد راکسبرا در نقش هاگ استامپ
- ویلیام میپاتر در نقش والیس
- برندن گلیسون در نقش جان مک لوی
- آنتونی هاپکینز در نقش فرمانده عملیات
- راده شربه‌جیا در نقش دکتر نکورویچ
- دامینیک پرسل در نقش اولریچ

## بازخوردها
وب‌سایت جمع‌آوری نقد راتن تومیتوز نشان می‌دهد که مأموریت غیرممکن ۲ بر اساس ۱۵۵ بررسی، با میانگین امتیاز ۵٫۹ از ۱۰ با امتیاز کلی تأیید ۵۶٪ را دارد. در متاکریتیک به فیلم میانگین وزنی امتیاز ۵۹ از ۱۰۰ را بر اساس ۴۰ منتقد اختصاص داد که نشان می‌دهد «بررسی‌های ترکیبی یا متوسط». تماشاگران شرکت‌کننده در نظرسنجی سینماسکور به فیلم نمره متوسط «B» را در مقیاس A+ تا F دادند که نسبت به فیلم اول «B+» کمتر است.